# Trick-Trick
Christian Mathis, mais conhecido pelo seu nome artístico Trick-Trick é um rapper estadunidense. Trick-Trick está em atividade desde 1992 e lançou dois álbuns e vários singles, onde se destaca "Welcome 2 Detroit", com o rapper Eminem.Outro single foi Let It Fly com Ice Cube.
Ele faz parte do grupo de rap Goon Sqwad, onde é o vocalista.

## Discografia
- The People vs. (2005)
- The Villain (2008)